# 文益漸
文益漸（韓語：문익점，1329年2月8日—1398年6月13日？ 农历），又名益瞻，字日新，号思隱，又號三憂堂，本贯南平文氏。晉州江城縣人（现庆尚南道山清郡）。高丽政治人物、儒学家。谥忠宣。恭愍王时期登第。朝鲜王朝建立后，朝鲜太祖贈他參知議政府事、藝文館提學、同知春秋館事、江城君。朝鲜太宗追认他左司議大夫贈參知議政府事江城君。朝鲜世宗1440年追封领议政，加封谥号富民侯。墓地1983年8月24日庆尚南道指定纪念物第66号。

## 早年
生于书香门第。排行老二，在十岁的时候就已经成为大儒学家李谷的学生。20岁进入了国立学堂-敬德斋学习，23岁时在元朝设于高丽的征东行省乡试中及第。1360年考中文科任相当于副郡守的八品官-金海府司录。后又连续担任掌管儒学教育的成均馆谆谕博士和左正言等。

## 偷带棉花
1363年他以爲計稟使左侍中李公遂書狀官（跟随使臣派往国外的文官）出使元朝，当时因高丽恭愍王对元强硬外交，致使使节团被元朝扣押42天，后发配云南等处行中书省。后因亲元的德興君被恭愍王击败，元朝国内纷乱，决定对高丽让步，1366年使节团回国。他在元朝时读《农桑辑要》，知道了棉花，当时高丽没有棉花，他打算将棉花带回高丽，元朝禁止棉花流出，文益渐将棉花种子十几枚藏在笔杆里带回国内。
文益渐将棉花种子交给岳父鄭天益种植，第一年不曉培養之術，种子只一枚得生，又过三年，大丰收，高丽当时没有可以抽出棉丝制成衣料的机器。胡僧弘愿访问此地，在他的帮助下，鄭天益等人制成了纺棉车，成功做出棉衣，纺棉技术推广全国。

## 晚年
高麗昌王在位期間，他以左司議侍學上書論爲學之道。1389年朝廷因“私田不可復”问题争论，文益漸附李穡、李琳禹、玄寶、称病不署名。翌日書筵，大司憲趙浚劾他“承順逢迎无諫諍之節、唯唯諾諾、依阿權勢稱疾不仕”削其爵位，放歸田野。 后虽1390年8月在成均馆短暂复职，但11月又辞职。
朝鲜王朝建立后，虽请其出山，但他没有出任官职。

## 争议
高丽认为他是将棉花带入朝鲜半岛第一人，然而现在韩国认为百济就有棉花。此外现在韩国对他偷带棉花种子的地点和时间有质疑。

## 评价
文益渐对棉花的栽培以及后来的棉花生产，可以说是高丽末期和朝鲜王朝初期的一种产业革命，它给国力的增强和百姓生活的提高带来了巨大的影响。温暖舒适的棉质为衣料的改革提供了重要条件，另外纱锭和纺线机器等主要的棉纺器械的发明也掀起了其它领域的生产器械的制造热潮。棉线还成为了蜡烛的灯芯和火药的导火索。棉布在成为通货交换手段的同时，还成为了对日本和中国出口的主要商品。

## 家庭
有子文中庸、文中誠、文中實、文中晉、文中啓